# Sèrie UNE 166000
La sèrie UNE 166000 és un conjunt de normes UNE dedicades a donar suport a l'optimització de la gestió de les activitats d'R+D+i.

## Contingut
Es compon de les següents normes:
- UNE 166000, que estableix les definicions i terminologia utilitzades a la resta de normes.
- UNE 166001, que estableix els requisits per als projectes d'R+D+I.
- UNE 166002, que determina els requisits que ha de complir el sistema de gestió de l'R+D+I.
- UNE 166004, que estableix els criteris de competència i avaluació dels auditors de sistemes d'R+D+I.
- UNE 166005, que és una guia d'aplicació de la UNE 166002 als béns d'equipament.
- UNE 166006, que estableix les característiques i requisits d'un sistema de vigilància tecnològica.
- UNE 166007, que és una guia d'aplicació de la norma UNE 166002.

Les normes de la familia UNE 166000 estan alineades amb els requisits de la norma ISO 9001.

Amb aquestes normes es vol proporcionar directrius per a una eficaç planificació, organització, execució i control de les activitats d'R+D+i, així com facilitar un reconeixement en el mercat a les organitzacions innovadores.